# Mastzelle

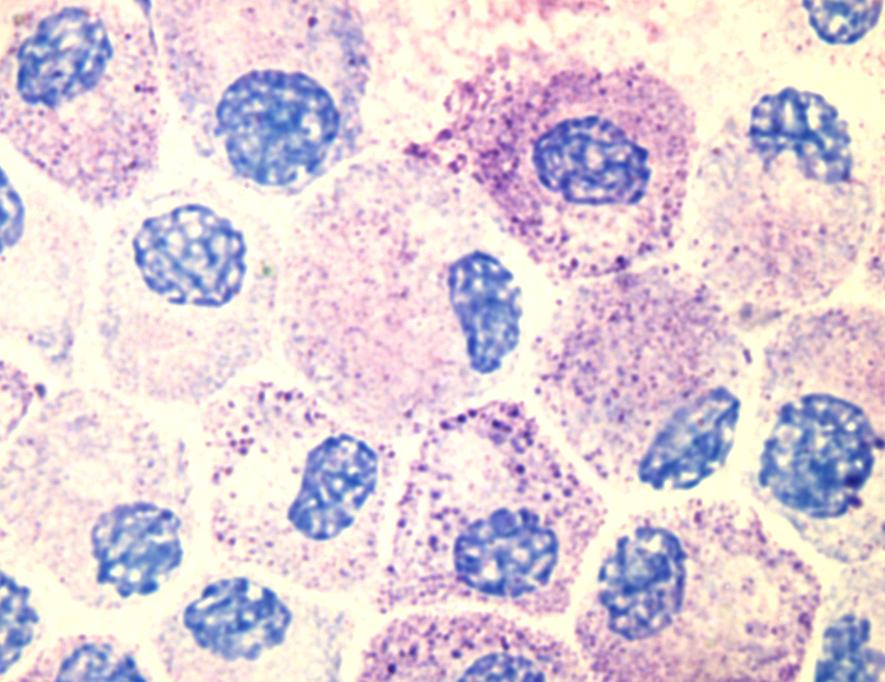
Mastzellen in der Zellkultur

Mastzellen (Mastozyten) sind Zellen der körpereigenen Abwehr, die Botenstoffe, unter anderem Histamin und Heparin, gespeichert haben. Sie sind 20–30 µm groß und zählen zu den „weißen Blutkörperchen“.
Paul Ehrlich entdeckte sie und nannte sie „Mastzellen“, wohl deshalb, weil er fälschlicherweise annahm, die Zellen hätten die Phagozytose als Hauptaufgabe und die intrazellulären Granula wären Überreste davon. Die in ihr gespeicherten Granula erzeugt die Zelle jedoch selbst. Eine andere Version besagt, Ehrlich habe angenommen, diese Zellen benutzen ihre fetthaltigen Granula dazu, umgebende Zellen zu füttern oder zu „mästen“.
Die manchmal auch als Blutmastzellen bezeichneten basophilen Granulozyten unterscheiden sich von den eigentlichen Mastzellen. Letztere kommen über den ganzen Körper verteilt im interstitiellen Bindegewebe vor, am häufigsten jedoch in der Submucosa von Darm und Atemwegen und in der Lederhaut (Corium), in der Nähe von Gefäßen und Nerven.
Physiologisch nehmen gewebeständige Mastzellen eine Wächterfunktion des Immunsystems ein, indem sie auf Krankheitserreger oder Schädigungen reagieren und weitere Immunzellen rekrutieren. Bei Reaktion der Mastzellen auf an sich harmlose Umweltfaktoren können durch die Freisetzung der entzündungsfördernden Substanzen allergische Reaktionen ausgelöst werden.
Die Mastzelle spielt eine wichtige Rolle bei der Allergie vom Typ 1 (IgE-vermittelte Allergien wie z. B. Asthma, allergische Rhinitis, systemische Anaphylaxie): Beim ersten Kontakt mit einem Allergen bleibt der Betroffene zunächst völlig symptomfrei, es wird jedoch die Bildung von spezifischen IgE-Antikörpern durch die Plasmazellen ausgelöst, die gegen das spezielle Allergen gerichtet sind. Die massenhaft produzierten IgE-Antikörper setzen sich mit dem Fußteil (Fc-Teil = Fragment crystallizable) auf der Oberfläche von Mastzellen fest, die überall im Körper, vor allem in den Schleimhäuten, vorkommen, und sensibilisieren sie für die Reaktion auf das Allergen. Erst beim zweiten Kontakt mit dem Allergen kommt es zur allergischen Reaktion, wenn die Allergene an je zwei benachbarte IgE-Antikörper auf den Mastzellen binden und diese so miteinander vernetzt werden. Dadurch werden die Mastzellen angeregt, ihre Granula im Vorgang der Exozytose zu entleeren und das darin enthaltene Histamin freizusetzen (Degranulation). Histamin ist ein Botenstoff, der an Rezeptoren der umgebenden Gewebszellen bindet und in wenigen Sekunden heftige Wirkungen hervorruft. Diesen Vorgang bezeichnet man als allergische Sofortreaktion (Immunantwort), da die allergischen Symptome innerhalb von Sekunden bis Minuten auftreten. Das schnelle Eintreten der Symptome liegt an der unmittelbar einsetzenden Reaktion des umliegenden Gewebes auf die sezernierten Substanzen: Gefäße erweitern sich, Flüssigkeit lagert sich ein (Quaddelbildung) etc. Die zahlreich in der Nähe von Gefäßen positionierten Mastzellen warten aktiv auf IgE.
Es gibt darüber hinaus auch eine nicht-immunologische Degranulation von Mastzellen. Dies bedeutet, dass ebenfalls eine Freisetzungsreaktion (wie im obigen Absatz beschrieben) stattfindet, also Histamin, Heparin und andere Mediatoren durch Mastzellen abgegeben werden, dies jedoch ohne Beteiligung von Antikörpern. Bestimmte molekulare Strukturen, z. B. von Medikamenten, sind in der Lage, die nichtimmunologische Mastzelldegranulation auszulösen.
Im Alter nimmt die Mastzellanzahl zu, es wird daher vermutet, dass Mastzellen und ihre Inhaltsstoffe zum Alterungsprozess beitragen. Neben der oben genannten Rolle in der Auslösung allergischer Symptome ist die Mastzelle auch bei anderen Erkrankungen wie der Urtikaria und der Mastozytose von zentraler Bedeutung. Die physiologischen Funktionen von Mastzellen liegen vor allem in der Abwehr von Bakterien und Parasiten sowie im Schutz vor Tiergiften.
Auch bei Darmerkrankungen spielen die Mastzellen eine nicht unwesentliche Rolle. Untersuchungen deuten darauf hin, dass zum Beispiel beim Reizdarmsyndrom die Mastzellen im Darmgewebe an der Entstehung der Beschwerden beteiligt sind. Sie setzen unter anderem Stoffe frei, die zu einer Abgabe von Chlorid in das Innere des Darms führen und somit Durchfall auslösen. Außerdem beeinflussen sie das dichte Geflecht der Nervenfasern im Darm, was Darmbewegungsstörungen und schmerzhafte Bauchkrämpfe erklären könnte. Eine Studie an der Universität Leipzig hat gezeigt, dass Arzneipflanzen wie Myrrhe und Kamillenblüten einen stabilisierenden Einfluss auf Mastzellen im Darm haben können.